# Sävsjö (commune)
La commune de Sävsjö est une commune suédoise du comté de Jönköping. 11 100 personnes y vivent. Son siège se trouve à Sävsjö.

## Localités
- Hjälmseryd
- Hjärtlanda
- Hultsjö
- Hylletofta
- Skepperstad
- Stockaryd
- Sävsjö
- Vrigstad